# Liste der Kulturdenkmäler in Ranschbach
In der Liste der Kulturdenkmäler in Ranschbach sind alle Kulturdenkmäler der rheinland-pfälzischen Ortsgemeinde Ranschbach aufgeführt. Grundlage ist die Denkmalliste des Landes Rheinland-Pfalz (Stand: 14. August 2023).

## Einzeldenkmäler
| Bezeichnung                                           | Lage                                  | Baujahr                           | Beschreibung                                                                                         | Bild                           |
| ----------------------------------------------------- | ------------------------------------- | --------------------------------- | --- | ------------------------------ |
| Katholische Pfarr- und Wallfahrtskirche Allerheiligen | Kirchgasse 9 Lage                     | ab dem 15. Jahrhundert            | Saalbau unter Walmdach, 1782; spätgotischer ehemaliger Chorturm, teilweise Fachwerk, 15. Jahrhundert | weitere Bilder Fotos hochladen |
| Friedhofskreuz                                        | Weinstraße, auf dem Friedhof Lage     | erste Hälfte des 19. Jahrhunderts | Friedhofskreuz auf klassizistischem Sockel, erste Hälfte des 19. Jahrhunderts                        | Fotos hochladen                |
| Wegekreuz                                             | Weinstraße, an Nr. 64 Lage            | 1732                              | barockes Steinkreuz auf Tischsockel, bezeichnet 1732 und 1817 (erneuert), Steinkruzifix              | weitere Bilder Fotos hochladen |
| Wegekreuz                                             | Weinstraße, Ecke Zum Seligmacher Lage | 1750                              | Kruzifix auf Tischsockel, bezeichnet 1750                                                            | weitere Bilder Fotos hochladen |